# Valor d'exposició
En fotografia, s'anomena valor d'exposició a un número que resumeix les dues quantitats de les quals depèn l'exposició: el temps d'exposició i l'obertura de diafragma. Aquest número es basa en el llistat de les sèries de números f de diafragma i dels temps d'exposició. El valor base és 0 i correspon al valor (f:1) del diafragma, mentre que el temps d'exposició és d'1 s. Puja o baixa una unitat per a cada pas. Presenta la qualitat d'indicar amb un mateix número combinacions diferents de temps i diafragma associades a una mateixa exposició.

## Taula de valors d'exposició
Taula 1. Temps d'exposició per a diferents valors d'exposició i números f.
| V  | número f | número f | número f | número f | número f | número f | número f | número f | número f | número f | número f | número f | número f |
| V  | 1.0      | 1.4      | 2.0      | 2.8      | 4.0      | 5.6      | 8.0      | 11       | 16       | 22       | 32       | 45       | 64       |
| -- | -------- | -------- | -------- | -------- | -------- | -------- | -------- | -------- | -------- | -------- | -------- | -------- | -------- |
| −6 | 1 min    | 2 min    | 4 min    | 8 min    | 16 min   | 32 min   | 64 min   | 128 min  | 256 min  | 512 min  | 1024 min | 2048 min | 4096 min |
| −5 | 30 s     | 1 min    | 2 min    | 4 min    | 8 min    | 16 min   | 32 min   | 64 min   | 128 min  | 256 min  | 512 min  | 1024 min | 2048 min |
| −4 | 15 s     | 30 s     | 1 min    | 2 min    | 4 min    | 8 min    | 16 min   | 32 min   | 64 min   | 128 min  | 256 min  | 512 min  | 1024 min |
| −3 | 8 s      | 15 s     | 30 s     | 1 min    | 2 min    | 4 min    | 8 min    | 16 min   | 32 min   | 64 min   | 128 min  | 256 min  | 512 min  |
| −2 | 4 s      | 8 s      | 15 s     | 30 s     | 1 min    | 2 min    | 4 min    | 8 min    | 16 min   | 32 min   | 64 min   | 128 min  | 256 min  |
| −1 | 2 s      | 4 s      | 8 s      | 15 s     | 30 s     | 1 min    | 2 min    | 4 min    | 8 min    | 16 min   | 32 min   | 64 min   | 128 min  |
| 0  | 1 s      | 2 s      | 4 s      | 8 s      | 15 s     | 30 s     | 1 min    | 2 min    | 4 min    | 8 min    | 16 min   | 32 min   | 64 min   |
| 1  | 1/2 s    | 1 s      | 2 s      | 4 s      | 8 s      | 15 s     | 30 s     | 1 min    | 2 min    | 4 min    | 8 min    | 16 min   | 32 min   |
| 2  | 1/4 s    | 1/2 s    | 1 s      | 2 s      | 4 s      | 8 s      | 15 s     | 30 s     | 1 min    | 2 min    | 4 min    | 8 min    | 16 min   |
| 3  | 1/8 s    | 1/4 s    | 1/2 s    | 1 s      | 2 s      | 4 s      | 8 s      | 15 s     | 30 s     | 1 min    | 2 min    | 4 min    | 8 min    |
| 4  | 1/15 s   | 1/8 s    | 1/4 s    | 1/2 s    | 1 s      | 2 s      | 4 s      | 8 s      | 15 s     | 30 s     | 1 min    | 2 min    | 4 min    |
| 5  | 1/30 s   | 1/15 s   | 1/8 s    | 1/4 s    | 1/2 s    | 1 s      | 2 s      | 4 s      | 8 s      | 15 s     | 30 s     | 1 min    | 2 min    |
| 6  | 1/60 s   | 1/30 s   | 1/15 s   | 1/8 s    | 1/4 s    | 1/2 s    | 1 s      | 2 s      | 4 s      | 8 s      | 15 s     | 30 s     | 1 min    |
| 7  | 1/125 s  | 1/60 s   | 1/30 s   | 1/15 s   | 1/8 s    | 1/4 s    | 1/2 s    | 1 s      | 2 s      | 4 s      | 8 s      | 15 s     | 30 s     |
| 8  | 1/250 s  | 1/125 s  | 1/60 s   | 1/30 s   | 1/15 s   | 1/8 s    | 1/4 s    | 1/2 s    | 1 s      | 2 s      | 4 s      | 8 s      | 15 s     |
| 9  | 1/500 s  | 1/250 s  | 1/125 s  | 1/60 s   | 1/30 s   | 1/15 s   | 1/8 s    | 1/4 s    | 1/2 s    | 1 s      | 2 s      | 4 s      | 8 s      |
| 10 | 1/1000 s | 1/500 s  | 1/250 s  | 1/125 s  | 1/60 s   | 1/30 s   | 1/15 s   | 1/8 s    | 1/4 s    | 1/2 s    | 1 s      | 2 s      | 4 s      |
| 11 | 1/2000 s | 1/1000 s | 1/500 s  | 1/250 s  | 1/125 s  | 1/60 s   | 1/30 s   | 1/15 s   | 1/8 s    | 1/4 s    | 1/2 s    | 1 s      | 2 s      |
| 12 | 1/4000 s | 1/2000 s | 1/1000 s | 1/500 s  | 1/250 s  | 1/125 s  | 1/60 s   | 1/30 s   | 1/15 s   | 1/8 s    | 1/4 s    | 1/2 s    | 1 s      |
| 13 | 1/8000 s | 1/4000 s | 1/2000 s | 1/1000 s | 1/500 s  | 1/250 s  | 1/125 s  | 1/60 s   | 1/30 s   | 1/15 s   | 1/8 s    | 1/4 s    | 1/2 s    |
| 14 |          | 1/8000 s | 1/4000 s | 1/2000 s | 1/1000 s | 1/500 s  | 1/250 s  | 1/125 s  | 1/60 s   | 1/30 s   | 1/15 s   | 1/8 s    | 1/4 s    |
| 15 |          |          | 1/8000 s | 1/4000 s | 1/2000 s | 1/1000 s | 1/500 s  | 1/250 s  | 1/125 s  | 1/60 s   | 1/30 s   | 1/15 s   | 1/8 s    |
| 16 |          |          |          | 1/8000 s | 1/4000 s | 1/2000 s | 1/1000 s | 1/500 s  | 1/250 s  | 1/125 s  | 1/60 s   | 1/30 s   | 1/15 s   |

"s" = segons, "min" = minuts (Segons el Sistema Internacional d'Unitats). La taula està calculada per a ISO 100/DIN 21.

## Valors d'exposició per a diferents condicions de llum
Aquesta taula mostra valors d'exposició adequats per a obtenir fotografies en diverses condicions de llum. Aquests valors són com guies referencials que poden ser útils en la majoria dels casos, però, tot i així, no han de considerar-se absoluts. Els valors han set determinats per la ISO 100.
| Condicions de llum                                                         | EV100       |
| Llum diürna                                                                | Llum diürna |
| -------------------------------------------------------------------------- | ----------- |
| Sorra clara o neu a plena llum o llum lleugerament brumosa (ombres fortes) | 16          |
| Escena típica a plena llum o llum lleugerament brumosa (ombres fortes)     | 15          |
| Escena típica en llum brumosa (obres suaus)                                | 14          |
| Escena típica, ennuvolat i lluminós (sense ombres)                         | 13          |
| Escena típica, completament ennuvolat                                      | 12          |
| Àrees sota l'ombra a l'aire lliure, llum clara                             | 12          |
| Aire lliure - Llum natural                                                 |             |
| Arc de Sant Martí                                                          |             |
| Cel ras                                                                    | 15          |
| Cel ennuvolat                                                              | 14          |
| Postes de sol i horitzons                                                  |             |
| Just abans de la posta de sol                                              | 12–14       |
| Durant la posta de sol                                                     | 12          |
| Just després de la posta de sol                                            | 9–11        |
| La lluna, altura > 40°                                                     |             |
| Plena                                                                      | 15          |
| Gibosa                                                                     | 14          |
| Quart                                                                      | 13          |
| Nova visible                                                               | 12          |
| Llum de lluna, altura de la lluna > 40°                                    |             |
| Plena                                                                      | −3 a −2     |
| Gibosa                                                                     | −4          |
| Quart                                                                      | −6          |
| Aurora boreal i austral                                                    |             |
| Lluminosa                                                                  | −4 a −3     |
| Mitjanament lluminosa                                                      | −6 a −5     |
| Aire lliure - Llum artificial                                              |             |
| Neó i altres senyals lluminosos                                            | 9–10        |
| Esports nocturns                                                           | 9           |
| Foc i construccions en flames                                              | 9           |
| Escenes lluminoses al carrer                                               | 8           |
| Escenes nocturnes al carrer i vitrines                                     | 7–8         |
| Trànsit nocturn de vehicles                                                | 5           |
| Fires i parcs d'atraccions                                                 | 7           |
| Llums d'arbre de Nadal                                                     | 4–5         |
| Edificis, monuments i piscines amb il·luminació                            | 3–5         |
| Vista distant d'edificis il·luminats                                       | 2           |
| Interiors - Llum artificial                                                |             |
| Galeries                                                                   | 8–11        |
| Events esportius, concerts i similars                                      | 8–9         |
| Circs il·luminats                                                          | 8           |
| Espectacles sobre gel il·luminats                                          | 9           |
| Oficines i àrees de treball                                                | 7–8         |
| Interiors de la llar                                                       | 5–7         |
| Llums d'arbre de Nadal                                                     | 4–5         |

## Origen
Els números de valors d'exposició tenen el seu origen en el sistema de sensibilitat APEX que va tractar d'imposar-se els anys 40 i 50 com a forma pràctica de determinar l'exposició fotogràfica.
- ANSI PH2.7-1973. American National Standard Photographic Exposure Guide. New York: American National Standards Institute. Superseded by ANSI PH2.7-1986
- ANSI PH2.7-1986. American National Standard for Photography — Photographic Exposure Guide. New York: American National Standards Institute.